# Timbaki
Timbaki (Grieks: Τυμπάκι) is een plaats en voormalige Griekse gemeente en op het eiland Kreta, in het departement Iraklion. Sinds de gemeentelijke herindeling van 2011 maakt Timbaki als deelgemeente deel uit van de gemeente Faistos. 
Gelegen op de relatief vlakke en groene Messaravlakte, is het een centrum voor landbouw. In het gebied zijn veel kassen te vinden, waarin tomaten, meloenen, artisjokken en meer worden verbouwd. Timbaki ligt 65 kilometer van Iraklion.
Timbaki wordt begrensd door Lambi en de Golf van Messara in het westen en Zaros en Mires in het oosten. Het gebied werd reeds tijdens de Minoïsche beschaving bewoond, getuige opgravingen in Festos en Komo. De badplaats Matala was tijdens de Minoïsche en Romeinse tijd een belangrijke haven.
Timbaki is na Mires de grootste plaats van de Messaravlakte. Het is een belangrijk centrum voor de wijde omgeving, met diverse winkels, een grote supermarkt en een wekelijkse markt. Het leven speelt zich voornamelijk af rond de drukke en chaotische hoofdstraat, de doorgaande weg van Mires richting Agia Galini.
Sinds het begin van de 21e eeuw wordt er gesproken over de bouw van een grote overslag- en containerhaven aan de Golf van Messara. De plannen liggen echter onder vuur van diverse actiegroepen en de lokale politiek.